# Cạnh tranh giữa Arsenal F.C. và Chelsea F.C.
Cạnh tranh giữa Arsenal F.C. và Chelsea F.C. là sự cạnh tranh giữa hai câu lạc bộ bóng đá đến từ Thủ đô Luân Đôn của Anh, Chelsea và Arsenal. Arsenal lấy Sân vận động Emirates làm sân nhà còn đại bản doanh của Chelsea là sân vận động Stamford Bridge.
Trong tất cả các trận đấu giữa 2 đội, Arsenal là đội giành chiến thắng nhiều hơn với 83 trận, con số này với Chelsea là 66 trận; hai đội hòa nhau 61 trận (tính đến ngày 10 tháng 11 năm 2024). Chiến thắng đậm nhất của Pháo thủ là trận thắng 5-0 ở Sân vận động Emirates ngày 24 tháng 4 năm 2024; còn đối với Chelsea là chiến thắng 6-0 tại Stamford Bridge trong trận đấu thứ 1000 của huấn luyện viên Arsène Wenger cho Arsenal ngày 22/3/2014. Didier Drogba là cầu thủ ghi nhiều bàn nhất trong tất cả những lần đối đầu giữa hai đội bóng với 13 lần làm rung lưới đối phương.
Hai đội đã gặp nhau ở 4 trận chung kết các cúp: Chung kết Cúp FA 2002 (Arsenal thắng 2-0), Chung kết Cúp Liên đoàn bóng đá Anh 2007 (Chelsea thắng 2-1), Chung kết Cúp FA 2017 (Arsenal thắng 2-1), Chung kết UEFA Europa League 2019 (Chelsea thắng 4-1), Chung kết Cúp FA 2020 (Arsenal thắng 2-1).

## Cầu thủ, huấn luyện viên đã cống hiến cho cả hai câu lạc bộ

### Arsenal sang Chelsea
- Sandy MacFarlane (cầu thủ: Arsenal 1896–1897 / Chelsea 1913–1914)
- Jimmy Sharp (cầu thủ: Arsenal 1905–1908 / Chelsea 1912–1915)
- Leslie Knighton (HLV: Arsenal 1919–1925 / Chelsea 1933–1939)
- Bob Turnbull (Cầu thủ: Arsenal 1923–1924 / Chelsea 1925–1928)
- Ted Drake (Cầu thủ: Arsenal 1934–1945) / (HLV: Chelsea 1952–1961)
- Tommy Docherty (Cầu thủ: Arsenal 1958–1961 / Chelsea 1961–1962) / (HLV: Chelsea 1961–1967)
- Allan Young (cầu thủ: Arsenal 1959–1961 / Chelsea 1961–1969)
- John Hollins (Cầu thủ: Chelsea 1963–1975 / Arsenal 1979–1983 / Chelsea 1983–1984) / (HLV: Chelsea 1985–1988)
- Tommy Baldwin (Cầu thủ: Arsenal 1964–1966 / Chelsea 1966–1974)
- Alan Hudson (Cầu thủ: Chelsea 1968–1974 / Arsenal 1976–1978 / Chelsea 1983–1984)
- Graham Rix (Cầu thủ: Arsenal 1975–1988 / Chelsea 1995) / (HLV tạm quyền: Chelsea 2000)
- Clive Allen (Cầu thủ: Arsenal 1980 / Chelsea 1991–1992)
- Peter Nicholas (Cầu thủ: Arsenal 1981–1983 / Chelsea 1988–1991)
- David Rocastle (Cầu thủ: Arsenal 1984–1992 / Chelsea 1994–1998)
- Emmanuel Petit (Cầu thủ: Arsenal 1997–2000 / Chelsea 2001–2004)
- Nicolas Anelka (Cầu thủ: Arsenal 1997–1999 / Chelsea 2008–2012)
- Ashley Cole (Cầu thủ Arsenal 1999–2006 / Chelsea 2006–2014)
- Cesc Fàbregas (Cầu thủ: Arsenal 2003–2011 / Chelsea 2014–2019)
- Olivier Giroud (Cầu thủ: Arsenal 2012–2018 / Chelsea 2018–2021)

### Chelsea sang Arsenal
- Tommy Lawton (Cầu thủ: Chelsea 1945–1947 / Arsenal 1953–1955)
- Johnny Paton (Cầu thủ: Chelsea 1946–1947) / (HLV: Arsenal 'A' 1961–1965)
- Bill Dickson (Cầu thủ: Chelsea 1947–1953 / Arsenal 1953–1956)
- George Graham (Cầu thủ: Chelsea 1964–1966 / Arsenal 1966–1972) / (HLV: Arsenal 1986–1995)
- Stewart Houston (Cầu thủ: Chelsea 1967–1972) / (HLV tạm quyền: Arsenal 1995, 1996)
- Colin Pates (Cầu thủ: Chelsea 1979–1988 / Arsenal 1990–1993)
- Lassana Diarra (Cầu thủ: Chelsea 2005–2007 / Arsenal 2007–2008)
- William Gallas (Cầu thủ: Chelsea 2001–2006 / Arsenal 2006–2010)
- Yossi Benayoun (Cầu thủ: Chelsea 2010–2013 / Cho mượn Arsenal 2011–2012)
- Petr Čech (Cầu thủ: Chelsea 2004–2015 / Arsenal 2015–2019)
- David Luiz (Cầu thủ: Chelsea 2011–2014 & 2016–2019 / Arsenal 2019–2021)
- Willian (Cầu thủ: Chelsea 2013–2020 / Arsenal 2020–2021)

## Danh hiệu
Tính đến 23 tháng 1 năm 2025

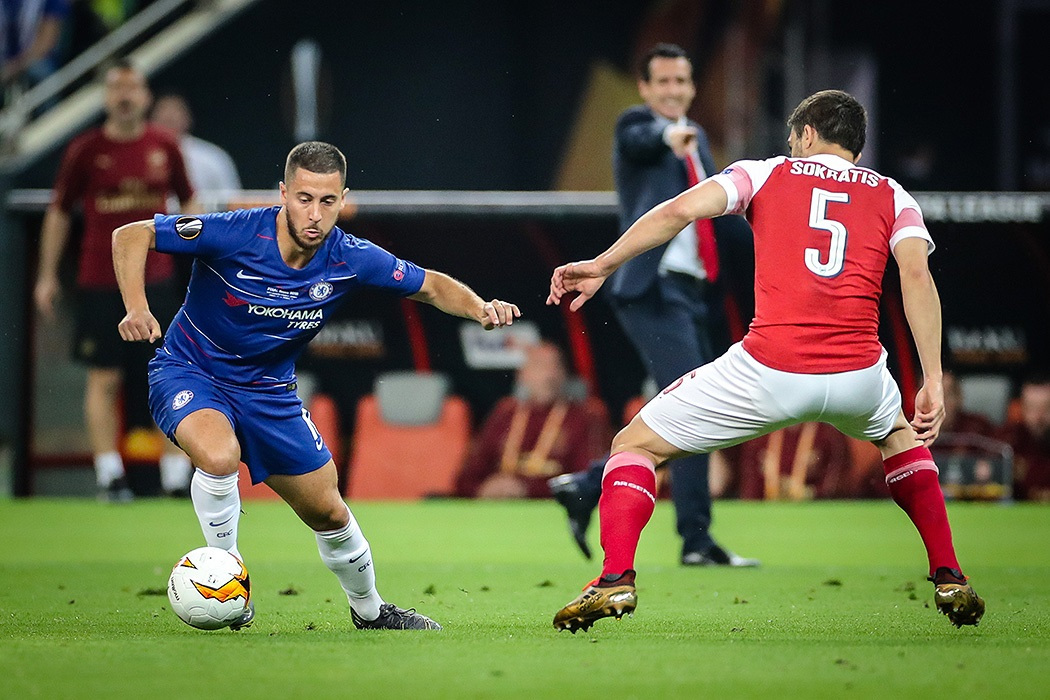
Tháng 5 năm 2019, hai đội đá trận Chung kết UEFA Europa League 2019.

- Thể hiện kỷ lục của giải đấu đó.

| Arsenal  | Giải đấu                        | Chelsea  |          |
| Quốc nội | Quốc nội                        | Quốc nội | Quốc nội |
| -------- | ------------------------------- | -------- | -------- |
| 13       | First Division / Premier League | 6        |          |
| 14       | FA Cup                          | 8        |          |
| 2        | League Cup                      | 5        |          |
| 17       | FA Community Shield             | 4        |          |
| 46       | Tổng quốc nội                   | 23       |          |
| Quốc tế  |                                 |          |          |
| —        | UEFA Champions League           | 2        |          |
| 1        | UEFA Cup Winners' Cup (cũ)      | 2        |          |
| —        | UEFA Europa League              | 2        |          |
| —        | UEFA Super Cup                  | 2        |          |
| 1        | Inter-Cities Fairs Cup (cũ)     | —        |          |
| —        | FIFA Club World Cup             | 1        |          |
| 2        | Tổng quốc tế                    | 9        |          |
| 48       | Tổng các danh hiệu              | 32       |          |

## Thống kê đối đầu
Tính đến 23 tháng 1 năm 2025
| CLB                   | ST        | T         | H         | B         |
| Giải VĐQG             | Giải VĐQG | Giải VĐQG | Giải VĐQG | Giải VĐQG |
| --------------------- | --------- | --------- | --------- | --------- |
| Arsenal               | 175       | 69        | 52        | 54        |
| Chelsea               | 175       | 54        | 52        | 69        |
| FA Cup                |           |           |           |           |
| Arsenal               | 21        | 10        | 6         | 5         |
| Chelsea               | 21        | 5         | 6         | 10        |
| EFL Cup               |           |           |           |           |
| Arsenal               | 8         | 3         | 1         | 4         |
| Chelsea               | 8         | 4         | 1         | 3         |
| UEFA Champions League |           |           |           |           |
| Arsenal               | 2         | 0         | 1         | 1         |
| Chelsea               | 2         | 1         | 1         | 0         |
| UEFA Europa League    |           |           |           |           |
| Arsenal               | 1         | 0         | 0         | 1         |
| Chelsea               | 1         | 1         | 0         | 0         |
| FA Community Shield   |           |           |           |           |
| Arsenal               | 3         | 1         | 1         | 1         |
| Chelsea               | 3         | 1         | 1         | 1         |
| Tổng                  |           |           |           |           |
| Arsenal               | 210       | 83        | 61        | 66        |
| Chelsea               | 210       | 66        | 61        | 83        |